# Salto do Pântano
O Salto do Pântano é uma cachoeira localizada no município brasileiro de Descalvado, onde é considerada o principal atrativo turístico da cidade. Está localizada cerca de 7 km do centro da cidade e conta com 42 metros de altura. A facilidade de acesso torna o local uma opção para visitação e prática de esportes de aventura, como rapel e arvorismo. Para chegar até a cachoeira é necessário atravessar uma trilha de relativo grau de dificuldade. Contudo, reporta-se ainda que a falta de infraestrutura e de planejamento trazem ameaças à conservação da área e também à própria segurança das pessoas que tentam acessar a cachoeira.

## Histórico
Um dos nomes anteriores da cachoeira era Salto Dom Lino, dado em homenagem a Dom Lino Deodato Rodrigues de Carvalho, então Bispo da Diocese de São Paulo, à qual pertencia a paróquia de Descalvado, na fazenda "Jangada Brava", mais tarde chamada "Graciosa", e de propriedade de Sebastião Fortunato de Oliveira Penteado. Na passagem do século XIX para o XX, o cultivo principal em Descalvado era o café e fumo e, nesse contexto, foi construído um ramal férreo que ligou a sede urbana descalvadense às estações ferroviárias que existiam no Salto do Pântano e na fazenda da "Aurora", por onde se embarcava o café até a Estação Ferroviária de Descalvado. Na década de 1980, a empresa de sorvetes Kibon gravou um comercial no local, inspirado no sucesso comercial dos filmes do Indiana Jones, quando foi construída uma ponte de cordas sobre o ribeirão do Pântano, destruída logo após as filmagens.[carece de fontes?] Segundo relatos locais, a ponte teria sido construída com o auxílio do 13.º Regimento de Cavalaria Mecanizado e o comercial estrelado pelo ator e humorista Vitor Blanco.[carece de fontes?]